# Wongan Hills (Australie)
Pour les articles homonymes, voir Wongan Hills.
Wongan Hills est une ville du comté de Wongan-Ballidu, dans la région de la Wheatbelt en Australie-Occidentale. La ville est située environ 182 km au nord de Perth, à une altitude de 286 m.
La ville tient son nom de la chaîne de collines située juste au nord-ouest, également nommée Wongan Hills, dont John Septimus Roe, géomètre expert officiel pour l'Australie-Occidentale, fait pour la première fois mention en 1836. La région est colonisée dans les années 1900, et en 1911 la ville est fondée. « Wongan » vient des termes aborigène « wangan-katta », « wanka » et « woongan ». « Katta » signifie « colline », mais la signification de « wongan » n'est pas bien connue. Ce pourrait être un mot proche de « kwongan », signifiant « étendue de sable », ou « murmure », auquel cas « wongan katta » signifierait « murmure des collines ».
En 1925, une station de recherche agronomique s'installe 5 km au nord de la ville, visant à travailler sur la diversification agricole et l'amélioration des pratiques dans la région. Cette zone est en effet prospère du point de vue de l'agriculture, avec la production de céréales, de mouton et de porc.